# 12. sydlige breddekreds
Den 12. sydlige breddekreds (eller 12 grader sydlig bredde) er en breddekreds, der ligger 12 grader syd for ækvator. Den løber gennem Atlanterhavet, Afrika, det Indiske Ocean, Australasien, Stillehavet og Sydamerika.